# بابلو أندريس إغليسياس
بابلو أندريس إغليسياس (بالإسبانية: Pablo Andrés Iglesias، ولد في 14 يناير 1987، أغيلار دي كامبو، بالنثيا، إسبانيا) رياضي إسباني. يتنافس في رياضة كانو- كاياك (الكانوي)، يتخصص في سباق الكاياك (Kayak).
حصل على ميداليتين ذهبيتين في بطولات العالم للكانو كاياك.

## إنجازاته

### بطولة العالم للكانو كاياك (الكانوي)
- 2010 بوزنان  بولندا:  ميدالية ذهبية في سباق الكاياك «كي 1» لمسافة 4×200 متر تتابع.
- 2011 سزيغت  المجر:  ميدالية ذهبية في سباق الكاياك «كي 1» لمسافة 4×200 متر تتابع.

### بطولة أوروبا للكانو كاياك (الكانوي)
- 2009 براندنبورغ  ألمانيا:  ميدالية برونزية في سباق الكاياك «كي 1» لمسافة 4×200 متر تتابع.